# 伊戈爾·列昂尼多維奇·基里洛夫
伊戈尔·列昂尼多维奇·基里洛夫（俄语：И́горь Леони́дович Кири́ллов；1932年9月14日—2021年10月30日），苏联时期的电视台和广播电视台主持人，曾长期主持苏联中央电视台新闻节目《时间》。1961年起曾任苏共委员。1977年获得苏联国家奖、1988年获得苏联人民艺术家奖。
在2021年8月之前，基里洛夫出现了下肢血栓，9月病情恶化并前往医院接受治疗。据在节目中的其搭档安娜·沙季洛娃透露，基里洛夫9月底进行了截肢。10月，基里洛夫感染COVID-19病毒后导致血栓病情出现恶化，最终因血栓及2019冠状病毒病并发症引发心脏骤停抢救无效，于2021年10月30日在莫斯科去世，享年89岁。基里洛夫遗体于2021年11月2日下葬在新圣女公墓，出于防疫的要求，葬礼只允许其亲属以及生前同事列席。